# Subperiode
Een subperiode in de geologische geschiedenis is een onderverdeling van een periode. De lengte van de subperiodes kan variëren van 45,9 Ma voor het Vroeg-Krijt tot 2,577 Ma voor het Pleistoceen. Een subperiode is onderverdeeld in epochs.